# Masque laryngé

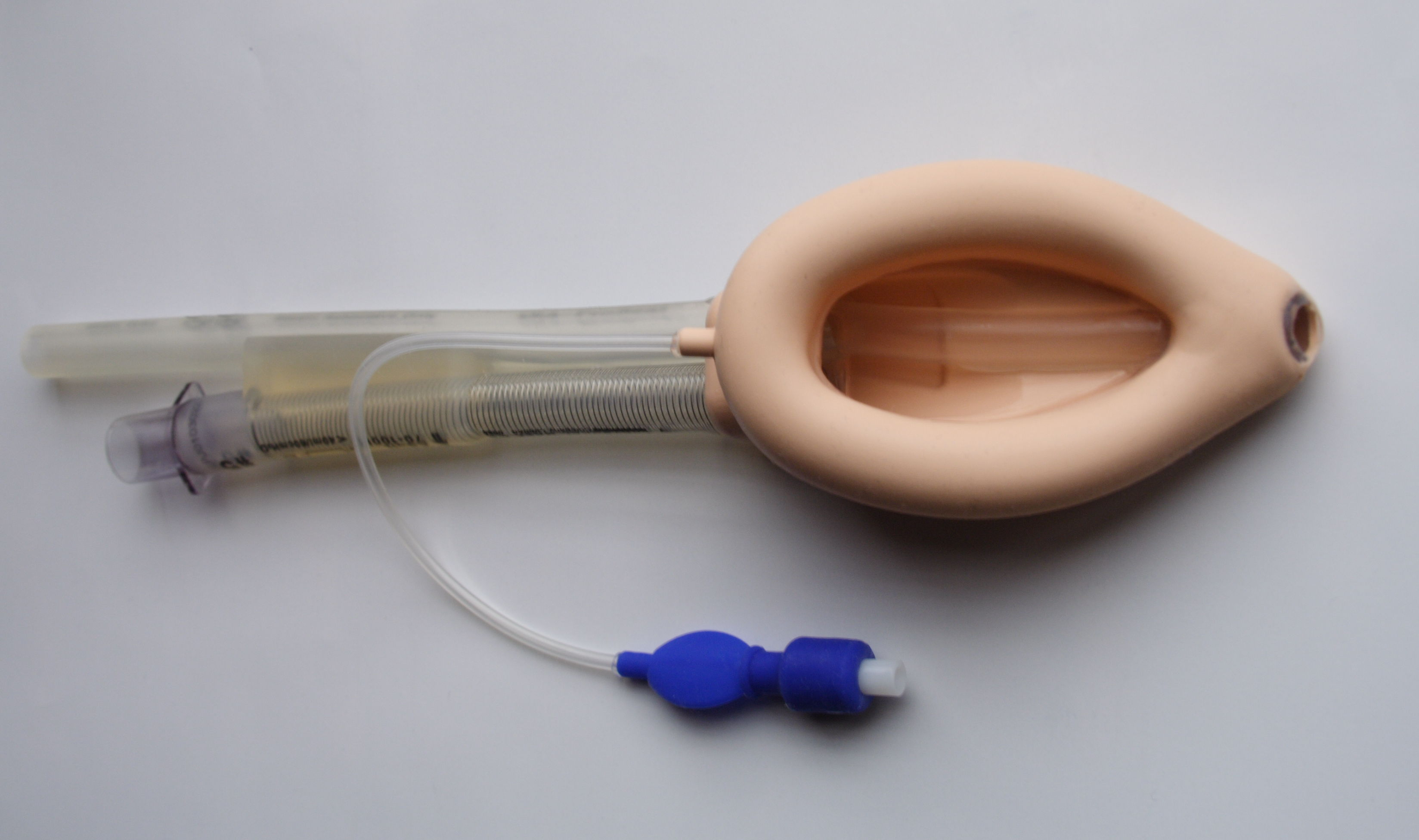
Un masque laryngé couleur chair

Le masque laryngé, aussi appelé dispositif supraglottique, mis au point par le docteur Brain dans les années 1980, est un matériel utilisé en anesthésie et en médecine d'urgence permettant le contrôle des voies aériennes, situé entre le masque facial avec canule et l'intubation trachéale. D'apprentissage rapide, il représente une alternative à l’intubation lorsque celle-ci est impossible.
L'anesthésie générale induit le plus souvent une abolition complète de la ventilation spontanée, et nécessite le recours à la ventilation mécanique à travers une interface qui peut être un masque laryngé ou une sonde d'intubation endotrachéale.
Il est actuellement utilisé:
-Lors de toute anesthésie nécessitant une ventilation mécanique (la majorité des gestes sous anesthésie générale) sans nécessité d'intubation.
-En tant que dispositif de sauvetage en cas d'intubation ou ventilation impossible.

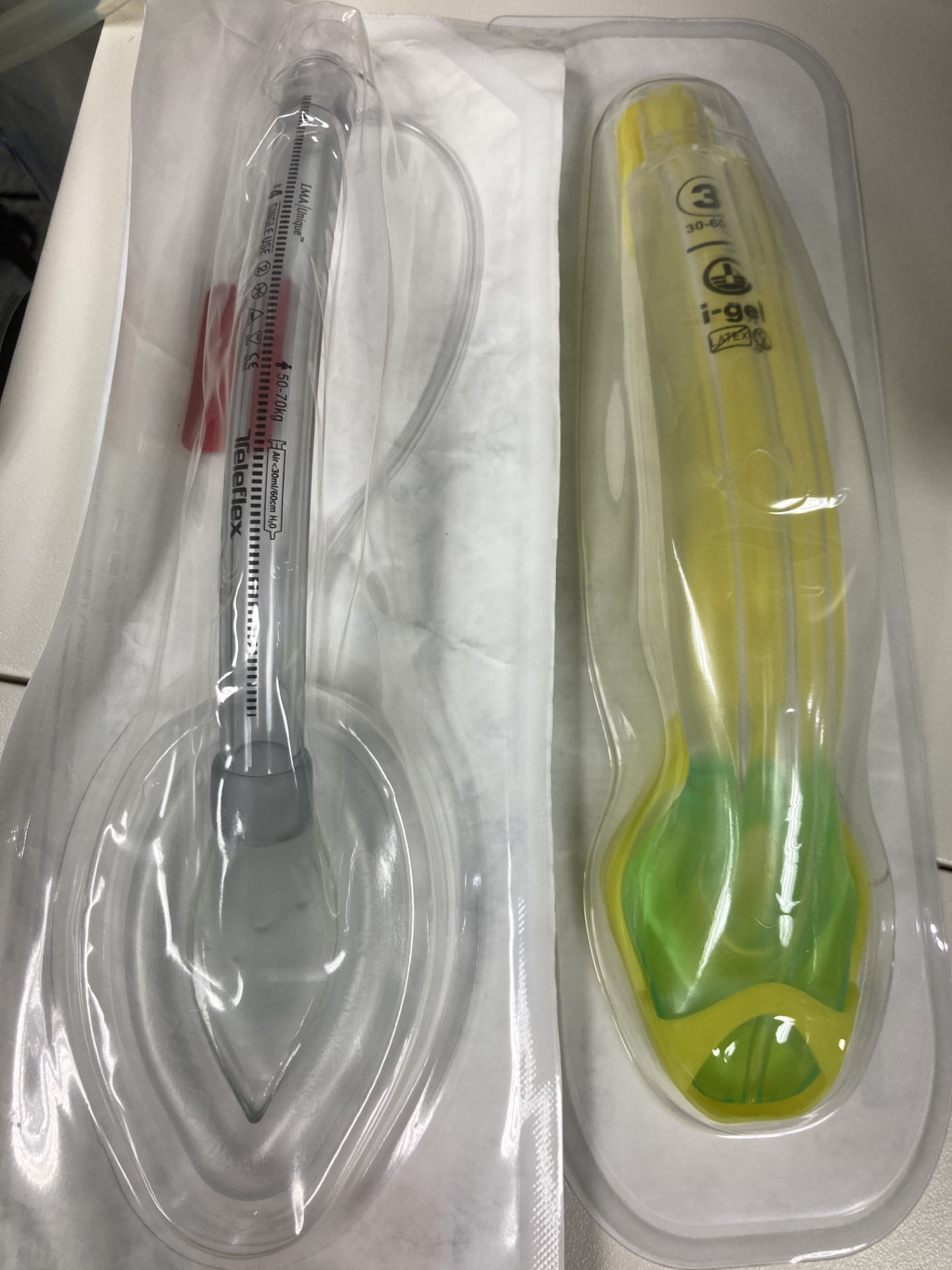
Masques laryngés: LMA Unique et I-gel

-Dans l'arrêt cardiocirculatoire en cas de difficultés d'intubation.
Il n'empêche pas le contenu de l'estomac de passer dans les poumons et ne protège donc pas contre le risque de pneumopathie d'inhalation contrairement à la sonde d'intubation.
Certains masques laryngés sont constitués de deux parties, un masque proprement dit, raccordé à un tube muni d'un ballonnet gonflable qui se positionne dans le pharynx et assure l'étanchéité de la région périglottique.
Le LMA Fastrach™ est une sorte de masque laryngé « armé », permettant de ventiler sans intubation ou d'intuber à l'aveugle avec une sonde armée à travers le masque.